# Adolf Waldinger

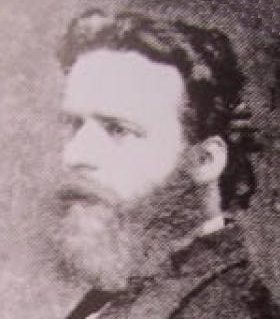
Adolf Waldinger

Adolf Ignjo Waldinger (* 16. Juni 1843 in Esseg, Kaisertum Österreich; † 7. Dezember 1904 ebenda) war ein bedeutender Maler des 19. Jahrhunderts in Slawonien.

## Leben
Adolf Waldinger besuchte in den Jahren von 1855 bis 1861 die Kunstschule in Osijek, wo er Unterricht bei den Künstlern Hugo Conrad von Hötzendorf (* 1806 od. 1807; † 28. Februar 1869) und Antun Müntzberger (1774–1824) erhielt. 1862 ging er nach Wien, um an der Kunstakademie zu studieren. Nach seinem  Studium arbeitete er in den Ateliers von J. Nowopatzki, Gottfried Seelos und Joseph Sellény. Im Jahr 1884 wurde er Kunstlehrer an der Realschule in Osijek, an der er bis zu seinem Tod unterrichtete.

## Werk
Der Schwerpunkt seiner Arbeiten war die Landschaftsmalerei. Mit seinem verfeinerten Gefühl für das Maß vertiefte er seine Wahrnehmungen für die Schönheit, das Wesen und den Zauber alter Eichen. Das  Thema Wald wurde von ihm immer wieder erarbeitet und abgewandelt. Waldinger war dem Realismus des 19. Jahrhunderts verpflichtet. Er zeichnete Studien von Ästen, Blättern und Blüten. Viele seiner Zeichnungen und Studien sind die bedeutendsten für sein Gesamtwerk.
Seine Arbeiten wurden in allen Ausstellungen der kroatischen Malerei des 19. Jahrhunderts ausgestellt.
Einige seiner wichtigsten Werke sind:

- Italienisches Landschaftsbild
- Der Spaziergang
- Der slawonische Wald
- Studie der Pflanzen, 1874
- Studie der Weide

In Osijek tragen zwei Institutionen den Namen Waldinger:
Die städtische Galerie, die nach ihm benannt wurde und das ˝Hotel Waldinger˝, das im Jahr 1904 eröffnet wurde (in dem Jahr, in dem Waldinger gestorben ist).